# Artturi Aalto
Artturi Aalto (Karjalohja, 2 maggio 1876 – Tuusula, 25 aprile 1937) è stato un politico e giornalista finlandese.
Eletto deputato nel 1919 col Partito Socialdemocratico Finlandese, rimase in Parlamento fino al 1933. Fu membro del collegio elettorale per la scelta del Presidente della Repubblica finlandese nel 1925 e nel 1931.